# Султанка
Султанката (Porphyrio porphyrio) е вид птица от семейство Дърдавцови (Rallidae).

## Разпространение
Видът е разпространен във влажните зони на Испания, Португалия, Югоизточна Франция, Италия (Сардиния и Сицилия) и Северозападна Африка (Мароко, Алжир и Тунис).